# Llista d'episodis d'Eureka Seven
Eureka Seven és una sèrie d'anime creada per l'estudi BONES i Bandai. La sèrie va començar el 17 d'abril de 2005 i va acabar el 2 d'abril de 2006. Consta de 50 episodis.
Com a curiositat de la sèrie, molts títols dels episodis fan referència a alguna cançó real, tant de grups japonesos com de fora del país nipó. Alguns dels títols fan una referència expressa a una cançó com pot ser l'exemple del primer episodi (Blue Monday). Malgrat tot, no és del tot clar que a cada episodi sigui així.
La sèrie s'ha emès al Canal 3XL en versió original subtitulada llevat dels episodis 19, 20 ,21 i 22 que es van emetre en anglès amb subtítols igualment en català.
| 1 | Dilluns Blau                 | Blue Monday per New Order                          | 17 d'abril de 2005     | 8 d'abril de 2011  |  |  |
| En Renton és un noi de 14 anys que viu amb el seu avi, que és mecànic. El noi porta una vida tranquil·la que canviarà radicalment quan coneix dos militars, en Nirvash i la jove Eureka, que li demanaran ajuda i l'involucraran en una intrigant història.                                                  |                              |                                                    |                        |                    |  |  |
| |                              |                                                    |                        |                    |  |  |
| 2 | Peixos Voladors              | Sky Fish per Color Variation                       | 24 d'abril de 2005     | 11 d'abril de 2011 |  |  |
| El Nirvash necessita ajuda i en Renton està disposat a implicar-s'hi, volant amb la unitat Amita (un misteriós dispositiu que el seu pare li va deixar). Però podrà aquesta unitat despertar el poder latent del llegendari LFO?                                                                             |                              |                                                    |                        |                    |  |  |
| |                              |                                                    |                        |                    |  |  |
| 3 | Moviment Blau                | Motion Blue per Index Al                           | 1 de maig de 2005      | 11 d'abril de 2011 |  |  |
| Des que en Renton es va acomiadar del seu avi fascinat pels encants de la misteriosa Eureka intenta ajudar el Gekko-Go i la seva tripulació. Però l'exèrcit té els ulls fixats en el Nirvash i no pensa atuar-se.                                                                                            |                              |                                                    |                        |                    |  |  |
| |                              |                                                    |                        |                    |  |  |
| 4 | Síndria                      | Watermelon Man per Herbie Hancock                  | 8 de maig de 2005      | 12 d'abril de 2011 |  |  |
| En Renton està una mica desesperat perquè veu que no fa res al Gekko-Go. Tot i així, una missió "no del tot legal" li farà oblidar les seves preocupacions i li permetrà entendre l'esperit del GekkoState.                                                                                                  |                              |                                                    |                        |                    |  |  |
| |                              |                                                    |                        |                    |  |  |
| 5 | Bit vivid                    | Vivid per Electronic                               | 15 de maig de 2005     | 12 d'abril de 2011 |  |  |
| En Renton ha tingut un mal dia: després de ser interrogat insistentment per la Talho sobre els seus sentiments per l'Eureka, viurà experiències molt impactants quan passeja pel centre per fer algunes compres.                                                                                             |                              |                                                    |                        |                    |  |  |
| |                              |                                                    |                        |                    |  |  |
| 6 | Infantesa                    | Childhood per Jeff Mills                           | 22 de maig de 2005     | 13 d'abril de 2011 |  |  |
| Entre en Renton i l'Eureka ha esclatat la guerra, però un incident inesperat al Gekko-Go suposarà un gran canvi per al noi. |                              |                                                    |                        |                    |  |  |
| |                              |                                                    |                        |                    |  |  |
| 7 | Fracàs Total                 |                                                    | 29 de maig de 2005     | 13 d'abril de 2011 |  |  |
| Mentre l'exèrcit KLF és atacat per un enemic misteriós, en Renton enfronta una missió difícil com a càstig. |                              |                                                    |                        |                    |  |  |
| |                              |                                                    |                        |                    |  |  |
| 8 | Una resplendor gloriosa      | Glorious per Muse                                  | 5 de juny de 2005      | 14 d'abril de 2011 |  |  |
| Mentre el GekkoState intenta atrapar un membre d'una organització terrorista pel rescat ofert per l'exèrcit, en Renton descobrirà que la veritat és més complicada del que pensava. |                              |                                                    |                        |                    |  |  |
| |                              |                                                    |                        |                    |  |  |
| 9 | El llum de la lluna de paper | It's Only a Paper Moon per Harold Arlen            | 12 de juny de 2005     | 14 d'abril de 2011 |  |  |
| A la ruïnosa ciutat de "Ciudades del Cielo", en Renton descobrirà alguns detalls del passat de l'Eureka, així com de l'origen del GekkoState. |                              |                                                    |                        |                    |  |  |
| |                              |                                                    |                        |                    |  |  |
| 10 | Més amunt que el sol         | Higher Than the Sun per Primal Scream              | 19 de juny de 2005     | 15 d'abril de 2011 |  |  |
| Mentre esperen l'enorme onada d'elevació, el GekkoState s'endinsa en l'espai per aconseguir una posició d'acció. No obstant, arriben a la base abandonada Manaaki, un lloc amb un passat ben trist. |                              |                                                    |                        |                    |  |  |
| |                              |                                                    |                        |                    |  |  |
| 11 | Natura                       | Into the Nature per Hardfloor                      | 26 de juny de 2005     | 15 d'abril de 2011 |  |  |
| El vincle entre l'Eureka i el Nirvash es va debilitant entre maldecaps. Per la seva part, el Gekko-Go es prepara per trobar l'element misteriós: el Coral·lià. |                              |                                                    |                        |                    |  |  |
| |                              |                                                    |                        |                    |  |  |
| 12 | Nirvana 1                    | Acperience 1 per Hardfloor                         | 3 de juliol de 2005    | 18 d'abril de 2011 |  |  |
| Després de l'atac del Nirvash, en Renton perd la consciència i es retroba en un estrany món oníric. Durant el seu somni, la terrible batalla entre el Gekko-Go i l'exèrcit s'intensifica. |                              |                                                    |                        |                    |  |  |
| |                              |                                                    |                        |                    |  |  |
| 13 | El començament               | The Beginning per Rhythim is Rhythim               | 10 de juliol de 2005   | 18 d'abril de 2011 |  |  |
| Després de deixar la zona, en Renton es troba amb l'Eureka i l'Anemone, que es troben en una situació bastant greu. Per això, decideix partir amb en Dominic, per aconseguir la medicina adequada a la ciutat més propera.                                                                                   |                              |                                                    |                        |                    |  |  |
| |                              |                                                    |                        |                    |  |  |
| 14 | Memòria                      | Memory Band per Rotary Connection                  | 17 de juliol de 2005   | 19 d'abril de 2011 |  |  |
| Després dels darrers esdeveniments, és l'hora d'aturar-se i considerar la situació, posant en comú tot el que se sap sobre el coral·lià. L'Stoner i en Dominic es dedicaran a analitzar tota la informació que en tenen, arribant fins a conclusions molt diferents.                                         |                              |                                                    |                        |                    |  |  |
| |                              |                                                    |                        |                    |  |  |
| 15 | Comportament humà            | Human Behaviour per Björk                          | 24 de juliol de 2005   | 19 d'abril de 2011 |  |  |
| En Renton es topa de nou amb el seu tiet, però el retrobament no serà com esperava! |                              |                                                    |                        |                    |  |  |
| |                              |                                                    |                        |                    |  |  |
| 16 | Visió oposada                | Opposite View per Del Amitri                       | 31 de juliol de 2005   | 20 d'abril de 2011 |  |  |
| El GekkoState està amagat en una vella mina abandonada mentre reparen el Gekko-Go després de la gran batalla. En aquest parador solitari, a en Renton li espera un estrany somni. |                              |                                                    |                        |                    |  |  |
| |                              |                                                    |                        |                    |  |  |
| 17 | La porta de Sky Rock         |                                                    | 7 d'agost de 2005      | 20 d'abril de 2011 |  |  |
| En Renton no sap què fer amb l'Eureka. Alhora, el GekkoState decideix buscar l'ajuda d'un especialista per reparar d'una vegada el Gekko-Go. |                              |                                                    |                        |                    |  |  |
| |                              |                                                    |                        |                    |  |  |
| 18 | Mala comunicació             | Ill Communication per Beastie Boys                 | 21 d'agost de 2005     | 21 d'abril de 2011 |  |  |
| A la mina, en Renton es troba misteriosament amb un home gran que encara s'aferra als seus somnis. Tot i així, la seva opinió canvia ràpidament quan en Renton li mostra el Nirvash. |                              |                                                    |                        |                    |  |  |
| |                              |                                                    |                        |                    |  |  |
| 19 | Nirvana II                   | Acperience 2 per Hardfloor                         | 28 d'agost de 2005     | 21 d'abril de 2011 |  |  |
| L'exèrcit ha trobat el GekkoState i no pretenen donar-los cap oportunitat d'escapar-se. L'Eureka no millora. Potser la proximitat amb la mina podria tenir alguna cosa a veure amb el seu estat? |                              |                                                    |                        |                    |  |  |
| |                              |                                                    |                        |                    |  |  |
| 20 | Abús de substàncies          | Substance Abuse per F.U.S.E.                       | 4 de setembre de 2005  | 22 d'abril de 2011 |  |  |
| Preocupat per l'estat de l'Eureka, en Renton no entén per què en Holland escull tirar endavant una missió de rescat on es juguen molts diners en comptes de portar la jove a l'hospital. |                              |                                                    |                        |                    |  |  |
| |                              |                                                    |                        |                    |  |  |
| 21 | Fugida                       | Runaway per Nuyorican Soul                         | 11 de setembre de 2005 | 22 d'abril de 2011 |  |  |
| En Renton s'adona mica en mica dels terribles resultats de la batalla i li costa assimilar-ho. A més, la tripulació del Gekko-Go no sembla donar-li suport i l'empenyen a deixar-ho tot. |                              |                                                    |                        |                    |  |  |
| |                              |                                                    |                        |                    |  |  |
| 22 | Sonat                        | Krakpot per Plastikman                             | 18 de setembre de 2005 | 25 d'abril de 2011 |  |  |
| L'Eureka comença a ser conscient de com n'és d'important en Renton per a ella, però sembla que és massa tard. Mentrestant, en Renton es troba amb en Charles i la Ray Beams, una parella amb un passat misteriós.                                                                                            |                              |                                                    |                        |                    |  |  |
| |                              |                                                    |                        |                    |  |  |
| 23 | Diferència                   | Differentia per Ryuichi Sakamoto                   | 25 de setembre de 2005 | 25 d'abril de 2011 |  |  |
| En una ciutat amenaçada pel terrorisme, en Renton i els Beams protagonitzen una missió on es juguen la vida d'una noia! |                              |                                                    |                        |                    |  |  |
| |                              |                                                    |                        |                    |  |  |
| 24 | El paradís perdut            | Paradise Lost per Ryuichi Sakamoto                 | 2 d'octubre de 2005    | 26 d'abril de 2011 |  |  |
| Amb en Renton desaparegut, l'Eureka es troba perduda. En algun lloc llunyà, en Renton comença a sentir-se a gust amb en Charles i la Ray, que ara són la seva família. Però totes les famílies tenen secrets i aquesta no en serà una excepció.                                                              |                              |                                                    |                        |                    |  |  |
| |                              |                                                    |                        |                    |  |  |
| 25 | El jardí de la fi del món    | World's End Garden per Gnomusy                     | 9 d'octubre de 2005    | 26 d'abril de 2011 |  |  |
| Després de trobar-se amb en William, el jove granger, en Renton aprèn coses molt útils per poder continuar endavant. Mentrestant, en Holland segueix buscant-lo tot i que durant aquesta recerca passaran alguns esdeveniments més urgents i perillosos.                                                     |                              |                                                    |                        |                    |  |  |
| |                              |                                                    |                        |                    |  |  |
| 26 | Dependència                  | Morning Glory per Oasis                            | 16 d'octubre de 2005   | 27 d'abril de 2011 |  |  |
| Els destins de tots els protagonistes hauran d'afrontar un moment terrible. A més, durant la recerca mútua d'en Renton i l'Eureka, en Charles i la Ray estan totalment decidits a atrapar en Holland i el GekkoState.                                                                                        |                              |                                                    |                        |                    |  |  |
| |                              |                                                    |                        |                    |  |  |
| 27 | Confusió                     | Helter Skelter per The Beatles                     | 23 d'octubre de 2005   | 27 d'abril de 2011 |  |  |
| Mentre el món és ple de rumors que expliquen els moviments tectònics i el coral·lí, en Charles i la Ray aconsegueixen infiltrar-se al Gekko-Go amb l'objectiu de tenir la seva darrera trobada amb en Holland...                                                                                             |                              |                                                    |                        |                    |  |  |
| |                              |                                                    |                        |                    |  |  |
| 28 | Memento Mori                 | Memento Mori per Kamelot/Embrace the End           | 30 d'octubre de 2005   | 28 d'abril de 2011 |  |  |
| És el torn de la Ray: es troba ella sola davant del Gekko-Go i la seva set de venjança contra l'Eureka per allò que va succeir en el passat ha transformat la dona amable en una assassina. Escoltarà a en Renton en el seu intent per fer-la entrar en raó?                                                 |                              |                                                    |                        |                    |  |  |
| |                              |                                                    |                        |                    |  |  |
| 29 | Endavant!                    | Keep on Movin per Soul II Soul                     | 6 de novembre de 2005  | 28 d'abril de 2011 |  |  |
| En Dominique vol saber més coses sobre en Renton i el Nirvash i per això visita Bell Forest per trobar-se amb l'avi del noi. Mentre, al Gekko-Go, la Talho comunica a la tripulació algunes revelacions impactants.                                                                                          |                              |                                                    |                        |                    |  |  |
| |                              |                                                    |                        |                    |  |  |
| 30 | Canvi de vida                | Changes of Life per Jeff Mills                     | 13 de novembre de 2005 | 29 d'abril de 2011 |  |  |
| El GekkoState decideix parar a Tresor, la base científica de recerca que va tenir cura de l'Eureka en el passat i on tots descobriran noves coses sobre l'origen del Nirvash. |                              |                                                    |                        |                    |  |  |
| |                              |                                                    |                        |                    |  |  |
| 31 | Atac animal                  | Animal Attack per Fumiya Tanaka                    | 20 de novembre de 2005 | 29 d'abril de 2011 |  |  |
| Les coses avancen ràpid quan en Dewey decideix posar en pràctica el seu pla. Mentrestant, el professor Greg Egan explica les seves teories i reflexiona al voltant de la missió de l'Eureka al seu planeta.                                                                                                  |                              |                                                    |                        |                    |  |  |
| |                              |                                                    |                        |                    |  |  |
| 32 | L'inici                      | The Start It Up per Joey Beltram                   | 27 de novembre de 2005 | 2 de maig de 2011  |  |  |
| L'Eureka queda destrossada quan s'adona del que està succeint a Feres. El GekkoState ha de lluitar per salvar les seves vides però si no troben algú per dirigir el Nirvash, tindran problemes greus. |                              |                                                    |                        |                    |  |  |
| |                              |                                                    |                        |                    |  |  |
| 33 | Moment de pau                | Pacific State per 808 State                        | 4 de desembre de 2005  | 2 de maig de 2011  |  |  |
| En Holland finalment accepta el seu paper i en Renton intenta desesperadament trobar la manera d'animar l'Eureka. Com els seus intents no tenen èxit, se li acut que potser la solució és aturar-se i prendre's un descans per relaxar-se.                                                                   |                              |                                                    |                        |                    |  |  |
| |                              |                                                    |                        |                    |  |  |
| 34 | Vol interior                 | Inner Flight per Primal Scream                     | 11 de desembre de 2005 | 3 de maig de 2011  |  |  |
| Havent decidit aturar el Dewey per posar fi als seus plans, en Holland corre a salvar en Norbu, el capellà que li va obrir els ulls al patiment del món. |                              |                                                    |                        |                    |  |  |
| |                              |                                                    |                        |                    |  |  |
| 35 | Apatxe astral                | Astral Apache per Galaxy 2 Galaxy                  | 17 de desembre de 2005 | 3 de maig de 2011  |  |  |
| El GekkoState inicia el seu atac a la capital per salvar en Norbu. Després d'una llarga batalla en Holland es troba cara a cara amb en Dewey, dos homes units per un secret que els fa conèixer-se perfectament l'un a l'altre.                                                                              |                              |                                                    |                        |                    |  |  |
| |                              |                                                    |                        |                    |  |  |
| 36 | Fantasia                     | Fantasia per Jeff Mills                            | 24 de desembre de 2005 | 4 de maig de 2011  |  |  |
| En Holland li explica a en Renton com va conèixer la Dianne i com es va enamorar. Al bany, l'Eureka es mira al mirall i es fa una pregunta important: "en Renton em deu trobar bonica"? |                              |                                                    |                        |                    |  |  |
| |                              |                                                    |                        |                    |  |  |
| 37 | Aixeca la mà!                | Raise Your Hand Together per Cornelius             | 8 de gener de 2006     | 4 de maig de 2011  |  |  |
| L'Stoner analitza els dos punts de vista de la situació actual: l'enfocament religiós proposat per en Norbu i el científic proposat pel doctor Greg. En Dewey no perd temps i estableix el seu pla per exterminar els coral·lins en acció. En Holland sap que ha arribat l'hora d'actuar?                    |                              |                                                    |                        |                    |  |  |
| |                              |                                                    |                        |                    |  |  |
| 38 | Data de naixement            | Date of Birth per Arsonists                        | 15 de gener de 2006    | 5 de maig de 2011  |  |  |
| Durant la seva conversa amb l'Eureka, en Renton descobreix que ella coneixia el seu pare tot i que mai l'hi havia dit. Pel que fa a en Dewey, després de passar a l'acció, decideix enfrontar-se al Consell de Savis.                                                                                        |                              |                                                    |                        |                    |  |  |
| |                              |                                                    |                        |                    |  |  |
| 39 | Cap al futur                 | Join the Future per Tuff Little Unit               | 22 de gener de 2006    | 5 de maig de 2011  |  |  |
| En Renton i l'Eureka han de trobar-se amb la Sakuya però abans d'això, en Norbu proposa al GekkoState una partit ràpid de futbol. En Dewey, després de superar els darrers obstacles del seu camí, apareix a la televisió amb un discurs molt impactant.                                                     |                              |                                                    |                        |                    |  |  |
| |                              |                                                    |                        |                    |  |  |
| 40 | Desencadenant còsmic         | Cosmic Trigger per Axiom Ambient                   | 29 de gener de 2006    | 9 de maig de 2011  |  |  |
| Els membres del GekkoState es troben amb la Triptree, el Vodarek que van conèixer al principi del seu llarg viatge, que els ajudarà a trobar el temple on és la Sakuya. En Renton i l'Eureka hauran d'arriscar les seves vides per aconseguir arribar-hi!                                                    |                              |                                                    |                        |                    |  |  |
| |                              |                                                    |                        |                    |  |  |
| 41 | Nirvana 3                    | Acperience 3 per Hardfloor                         | 5 de febrer de 2006    | 9 de maig de 2011  |  |  |
| En Renton i l'Eureka, acompanyats d'en Norbu, arriben al temple on descansa la Sakuya. A l'exterior, el GekkoState es defensa d'un atac mentre la Sakuya i l'Eureka recorden els esdeveniments que les van separar.                                                                                          |                              |                                                    |                        |                    |  |  |
| |                              |                                                    |                        |                    |  |  |
| 42 | El ballarí de les estrelles  | Star Dancer per Red Planet                         | 12 de febrer de 2006   | 10 de maig de 2011 |  |  |
| Tothom perilla! En Holland i la resta del Gekkostate lluiten desesperadament contra l'armada mentre l'Eureka i en Renton entren a la zona on suposadament es pot salvar el món. Però, en canvi, trobaran un nou i estrany món.                                                                               |                              |                                                    |                        |                    |  |  |
| |                              |                                                    |                        |                    |  |  |
| 43 | El sol subterrani            | The Sunshine Underground per The Chemical Brothers | 19 de febrer de 2006   | 10 de maig de 2011 |  |  |
| Mentre els joves herois fan un descobriment increïble que canvia la seva visió del món, en Dewey i l'Anemone també viuran una experiència impactant. |                              |                                                    |                        |                    |  |  |
| |                              |                                                    |                        |                    |  |  |
| 44 | Tot és dins la ment          | It's All in the Mind per CJ Bolland                | 26 de febrer de 2006   | 11 de maig de 2011 |  |  |
| Sota les ordres d'en Dewey, en Dominic és enviat a Varsòvia amb una missió. En Holland, per intentar defensar-se, condueix un nou LFO superpotent amb l'habilitat de drenar l'energia del seu pilot. Mentre, l'Eureka s'aïlla cada vegada més.                                                               |                              |                                                    |                        |                    |  |  |
| |                              |                                                    |                        |                    |  |  |
| 45 | No em vols?                  | Don't You Want Me per The Human League             | 5 de març de 2006      | 11 de maig de 2011 |  |  |
| Quan l'Eureka es veu obligada a revelar per què s'ha estat aïllant de tothom, en Renton i els nens han de prendre una decisió. El GekkoState està en xoc per la visita d'en Dominic i d'en Yürgens. Què és el que tenen planejat?                                                                            |                              |                                                    |                        |                    |  |  |
| |                              |                                                    |                        |                    |  |  |
| 46 | El planeta Roc               | Planet Rock per Afrika Bambaataa i Soulsonic Force | 12 de març de 2006     | 12 de maig de 2011 |  |  |
| A mesura que s'acosta el conflicte final, els dos bàndols es preparen per a la batalla. Però, l'Izumo i la seva tripulació seran un suport suficient per enfrontar-se a en Dewey i les forces de la Federació? L'Eureka continua transformant-se però en Renton distingeix una silueta familiar a l'horitzó. |                              |                                                    |                        |                    |  |  |
| |                              |                                                    |                        |                    |  |  |
| 47 | Nirvana 4                    | Acperience 4 per Hardfloor                         | 19 de març de 2006     | 12 de maig de 2011 |  |  |
| La Diana, la germana d'en Renton, explica tot el que sap sobre la misteriosa entitat, els seus orígens i els problemes que es planteja. Però en Dewey just ha enllestit el seu arsenal contra el planeta. |                              |                                                    |                        |                    |  |  |
| |                              |                                                    |                        |                    |  |  |
| 48 | Ballet mecànic               | Ballet Mécanique per Ryuichi Sakamoto              | 26 de març de 2006     | 16 de maig de 2011 |  |  |
| L'Anemone, enviada durant les preparacions per a la destrucció de la Central Cluster, s'enfronta cara a cara amb els seus sentiments. En Dominic serà capaç d'ajudar-la? Es podrà evitar el destí del planeta? Només en Renton, l'Eureka i el Nirvash en tenen la resposta.                                  |                              |                                                    |                        |                    |  |  |
| |                              |                                                    |                        |                    |  |  |
| 49 | Crida ben fort               | Shout to the Top! per The Style Council            | 2 d'abril de 2006      | 16 de maig de 2011 |  |  |
| En Dewey ha decidit destruir el Coral·lià però en Holland, des del 303, no té cap intenció de deixar guanyar el seu germà. El destí del planeta continua penjant del resultat de la lluita entre els dos germans.                                                                                            |                              |                                                    |                        |                    |  |  |
| |                              |                                                    |                        |                    |  |  |
| 50 | Demana un desig a un estel   | When You Wish Upon a Star per The Drummonds        | 2 d'abril de 2006      | 17 de maig de 2011 |  |  |
| En Renton s'enfronta a una pèrdua massa terrible per poder continuar endavant, el món es presenta com un lloc hostil per a ell. |                              |                                                    |                        |                    |  |  |
| |                              |                                                    |                        |                    |  |  |